# Ola Brising
Ola Brising, född 17 februari 1974 i Stockholm, är en svensk nöjesjournalist och författare.

## Biografi
Ola Brising är son till lärarinnan Gerda Johansson och sjukhusfysikern Lars Johansson. Han är delvis uppvuxen i Österrike, Kenya och på Nya Zeeland.
Brising läste filmvetenskap, statsvetenskap och etnologi vid Stockholms universitet innan har utbildade sig till journalist på JMK i Stockholm mellan 2001 och 2003. Sedan 2004 har han arbetat som nöjesjournalist på Aller media AB, med ett kort avbrott 2008–2009, då han var pressekreterare på företaget Digenter AB.
Som författare debuterade Brising med att spökskriva Jacqueline Ferms, känd under smeknamnet Jackie Ferm, självbiografi Rövardotter (Bookmark) som gavs ut i april 2014. Under arbetet med boken blev han och Jacqueline Ferm ett par och de är sedan 2013 sambor.
Daniel Fridell började 2017 spela in dokumentärfilmen Svartenbrandt – Sveriges farligaste brottsling (TV4/Cmore) om Lars Carlanders liv, Jacquelines Ferms far. Ola Brising började parallellt med detta, och med hjälp av Daniel Fridell, att skriva en biografi om Lars Carlander vilken till stor del hade sin bas i researchmaterialet och intervjuerna till dokumentärfilmen.
True Crime-biografin Svartenbrandt – Sveriges farligaste man (Storyhood) släpptes i början av februari 2019. I september samma år debuterade Ola Brising skönlitterärt med romanen Cold Turkey – en vuxensaga (Storyhood).